# كلاوديو ريفالتا
كلاوديو ريفالتا (بالإيطالية: Claudio Rivalta)‏ (30 يونيو 1978 رافينا إيطاليا - ) هو لاعب كرة قدم إيطالي، يلعب كمدافع، شارك في الألعاب الأولمبية الصيفية 2000.

## روابط خارجية
- كلاوديو ريفالتا على موقع الاتحاد الدولي (مؤرشف)  (الإنجليزية)
- كلاوديو ريفالتا على موقع قاعدة بيانات كرة القدم.إي يو (الإنجليزية)
- كلاوديو ريفالتا على موقع عالم كرة القدم.نت (الإنجليزية)
- كلاوديو ريفالتا على موقع أوليمبيديا (الإنجليزية)